# Cara Black
Cara Black (Harare, 17 de febrero de 1979) es una ex tenista zimbabuense, que es la hermana menor de los también tenistas Byron y Wayne.
Ganó un torneo individual en Hawái 2002 pero no es la modalidad en la que se destacó. En dobles ganó 60 títulos, incluyendo cinco Grand Slam, destacando sus tres títulos en la hierba de Wimbledon.
También ha ganado dos Grand Slam en la modalidad de dobles mixtos, Roland Garros en 2002 y Wimbledon en 2004, ambos con su hermano Wayne Black.
Su mejor puesto en el ranking de dobles fue el número 1 del mundo en la semana del 17 de octubre de 2005

## Torneos de Grand Slam

### Campeona en dobles (5)
| Año  | Torneo               | Pareja        | Oponentes en la final               | Resultado     |
| 2004 | Wimbledon            | Rennae Stubbs | Liezel Huber Ai Sugiyama            | 6–3, 7–6      |
| 2005 | Wimbledon (2)        | Liezel Huber  | Svetlana Kuznetsova Amélie Mauresmo | 6–2, 6–1      |
| 2007 | Abierto de Australia | Liezel Huber  | Chan Yung-jan Chuang Chia-jung      | 6–4, 6–7, 6–1 |
| 2007 | Wimbledon (3)        | Liezel Huber  | Katarina Srebotnik Ai Sugiyama      | 3–6, 6–3, 6–2 |
| 2008 | Abierto de EE. UU.   | Liezel Huber  | Lisa Raymond Samantha Stosur        | 6–3, 7–6(6)   |

### Finalista en dobles (4)
| Año  | Torneo                 | Pareja            | Oponentes en la final            | Resultado     |
| 2000 | Abierto de EE. UU.     | Yelena Líjovtseva | Julie Halard-Decugis Ai Sugiyama | 6–0, 1–6, 6–1 |
| 2005 | Roland Garros          | Liezel Huber      | Virginia Ruano Paola Suárez      | 6–0, 1–6, 6–1 |
| 2009 | Abierto de EE. UU. (2) | Liezel Huber      | Serena Williams Venus Williams   | 6–0, 1–6, 6–1 |
| 2010 | Abierto de Australia   | Liezel Huber      | Serena Williams Venus Williams   | 6–0, 1–6, 6–1 |

### Campeona en dobles mixto (5)
| Año  | Torneo               | Pareja       | Oponentes en la final                | Resultado      |
| 2002 | Roland Garros        | Wayne Black  | Elena Bovina Mark Knowles            | 6-3 6-3        |
| 2004 | Wimbledon            | Wayne Black  | Alicia Molik Todd Woodbridge         | 3-6 7-6(8) 6-4 |
| 2008 | Abierto de EE. UU.   | Leander Paes | Liezel Huber Jamie Murray            | 7-6(6) 6-4     |
| 2010 | Abierto de Australia | Leander Paes | Ekaterina Makarova Jaroslav Levinský | 7-5 6-3        |
| 2010 | Wimbledon (2)        | Leander Paes | Lisa Raymond Wesley Moodie           | 6-4 7-6(5)     |

### Finalista en dobles mixto (3)
| Año  | Torneo             | Pareja       | Oponentes en la final             | Resultado |
| 2004 | Roland Garros      | Wayne Black  | Tatiana Golovin Richard Gasquet   | 6-3 6-4   |
| 2009 | Wimbledon          | Leander Paes | Anna-Lena Groenefeld Mark Knowles | 7-5 6-3   |
| 2009 | Abierto de EE. UU. | Leander Paes | Carly Gullickson Travis Parrott   | 6-2 6-4   |

## Títulos (61; 1+60)

### Individuales (1)
| Leyenda                    |
| Grand Slam (0)             |
| WTA Tour Championships (0) |
| Tier I (0)                 |
| WTA Tour (1)               |

| N.º | Fecha                    | Torneo | Superficie | Oponente en la final | Resultado  |
| --- | ------------------------ | ------ | ---------- | -------------------- | ---------- |
| 1.  | 21 de septiembre de 2002 | Hawái  | Dura       | Lisa Raymond         | 7-6(1) 6-4 |

### Finalista en individuales (1)
- 2000: Auckland (pierde ante Anne Kremer).

### Clasificación en torneos del Grand Slam en individuales
| Torneo                 | 2008 | 2007 | 2006 | 2005 | 2004 | 2003 | 2002 | 2001 | 2000 | 1999 | 1998 | Títulos |
| ---------------------- | ---- | ---- | ---- | ---- | ---- | ---- | ---- | ---- | ---- | ---- | ---- | ------- |
| Abierto de Australia   | -    | -    | 1r   | -    | 2r   | 1r   | 2r   | 2r   | 2r   | 1r   | -    | 0       |
| Roland Garros          | -    | -    | -    | -    | 1r   | 2r   | 1r   | 4r   | 2r   | 1r   | 2r   | 0       |
| Wimbledon              | -    | -    | 1r   | 3r   | 1r   | 3r   | 1r   | 1r   | 2r   | 1r   | 3r   | 0       |
| Abierto de EE. UU.     | -    | -    | -    | -    | 2r   | 1r   | 2r   | 1r   | 1r   | 1r   | 2r   | 0       |
| WTA Tour Championships | -    | -    | -    | -    | -    | -    | -    | -    | -    | -    | -    | 0       |

### Dobles (60)
| Leyenda: Antes de 2009            | Leyenda: A partir de 2009 |
| --------------------------------- | ------------------------- |
| Grand Slam (5)                    |                           |
| WTA Tour Championships/Finals (3) |                           |
| Tier I (12)                       | Premier Mandatory (2)     |
| Tier II (20)                      | Premier 5 (2)             |
| Tier III (3)                      | Premier (5)               |
| Tier IV & V (4)                   | International (4)         |

| N.º | Fecha                    | Torneo               | Superficie    | Pareja              | Oponentes en la final                       | Resultado         |
| --- | ------------------------ | -------------------- | ------------- | ------------------- | ------------------------------------------- | ----------------- |
| 1.  | 14 de enero de 2000      | Auckland             | Dura          | Alexandra Fusai     | Barbara Schwartz Patricia Wartusch          | 3-6 6-3 6-4       |
| 2.  | 20 de enero de 2001      | Hobart               | Dura          | Yelena Líjovtseva   | Ruxandra Dragomir Virginia Ruano            | 6-4 6-1           |
| 3.  | 12 de mayo de 2001       | Hamburgo             | Tierra batida | Yelena Líjovtseva   | Kveta Peschke Barbara Rittner               | 6-2 4-6 6-2       |
| 4.  | 26 de mayo de 2001       | Roma                 | Tierra batida | Yelena Líjovtseva   | Paola Suárez Patricia Tarabini              | 6-1 6-1           |
| 5.  | 23 de junio de 2001      | Birmingham           | Hierba        | Yelena Líjovtseva   | Kimberly Po-Messerli Nathalie Tauziat       | 6-1 6-2           |
| 6.  | 11 de agosto de 2001     | San Diego            | Dura          | Yelena Líjovtseva   | Martina Hingis Anna Kournikova              | 6-4 1-6 6-4       |
| 7.  | 31 de agosto de 2001     | New Haven            | Dura          | Yelena Líjovtseva   | Jelena Dokić Nadia Petrova                  | 6-0 3-6 6-2       |
| 8.  | 2 de junio de 2001       | Tokio                | Dura          | Liezel Huber        | Kim Clijsters Ai Sugiyama                   | 6-1 6-3           |
| 9.  | 13 de abril de 2002      | Oporto               | Tierra batida | Irina Selyutina     | Kristie Boogert Magüi Serna                 | 7-6(6) 6-4        |
| 10. | 5 de octubre de 2002     | Bali                 | Dura          | Virginia Ruano      | Svetlana Kuznetsova Arantxa Sánchez Vicario | 6-2 6-3           |
| 11. | 18 de enero de 2003      | Hobart               | Dura          | Yelena Líjovtseva   | Barbara Schett Patricia Wartusch            | 7-5 7-6(1)        |
| 12. | 2 de agosto de 2003      | Stanford             | Dura          | Lisa Raymond        | Yoon Jeong Cho Francesca Schiavone          | 7-6(5) 6-1        |
| 13. | 23 de enero de 2004      | Sídney               | Dura          | Rennae Stubbs       | Dinara Sáfina Meghann Shaughnessy           | 7-5 3-6 6-4       |
| 14. | 14 de febrero de 2004    | Tokio                | Moqueta       | Rennae Stubbs       | Yelena Líjovtseva Magdalena Maleeva         | 6-0 6-1           |
| 15. | 28 de febrero de 2004    | Amberes              | Moqueta       | Els Callens         | Myriam Casanova Eleni Daniilidou            | 6-2 6-1           |
| 16. | 17 de julio de 2004      | Wimbledon            | Hierba        | Rennae Stubbs       | Liezel Huber Ai Sugiyama                    | 6-3 7-6(5)        |
| 17. | 7 de agosto de 2004      | San Diego            | Dura          | Rennae Stubbs       | Virginia Ruano Paola Suárez                 | 6-4 1-6 6-4       |
| 18. | 16 de octubre de 2004    | Filderstadt          | Dura          | Rennae Stubbs       | Anna-Lena Grönefeld Julia Schruff           | 6-3 6-2           |
| 19. | 30 de octubre de 2004    | Zúrich               | Dura          | Rennae Stubbs       | Virginia Ruano Paola Suárez                 | 6-4 6-4           |
| 20. | 26 de febrero de 2005    | Amberes              | Moqueta       | Els Callens         | Anabel Medina Dinara Sáfina                 | 3-6 6-4 6-4       |
| 21. | 21 de mayo de 2005       | Roma                 | Tierra batida | Liezel Huber        | Maria Kirilenko Anabel Medina               | 6-0 4-6 6-1       |
| 22. | 16 de julio de 2005      | Wimbledon            | Hierba        | Liezel Huber        | Svetlana Kuznetsova Amélie Mauresmo         | 6-2 6-1           |
| 23. | 6 de agosto de 2005      | Stanford             | Dura          | Rennae Stubbs       | Yelena Líjovtseva Vera Zvonariova           | 6-3 7-5           |
| 24. | 29 de octubre de 2005    | Zúrich               | Dura          | Rennae Stubbs       | Daniela Hantuchová Ai Sugiyama              | 6-7(6) 7-6(4) 6-3 |
| 25. | 12 de noviembre de 2005  | Filadelfia           | Dura          | Rennae Stubbs       | Lisa Raymond Samantha Stosur                | 6-4 7-6(4)        |
| 26. | 12 de agosto de 2006     | San Diego            | Dura          | Rennae Stubbs       | Anna-Lena Grönefeld Meghann Shaughnessy     | 6-2 6-2           |
| 27. | 28 de octubre de 2006    | Zúrich               | Dura          | Rennae Stubbs       | Liezel Huber Katarina Srebotnik             | 7-5 7-5           |
| 28. | 9 de febrero de 2007     | Abierto de Australia | Dura          | Liezel Huber        | Yung-jan Chan Chia-jung Chuang              | 6-4 6-7(4) 6-1    |
| 29. | 17 de febrero de 2007    | París                | Moqueta       | Liezel Huber        | Gabriela Navratilova Vladimira Uhlirova     | 6-2 6-0           |
| 30. | 24 de febrero de 2007    | Amberes              | Moqueta       | Liezel Huber        | Yelena Líjovtseva Yelena Vesniná            | 7-5 4-6 6-1       |
| 31. | 2 de marzo de 2007       | Dubái                | Dura          | Liezel Huber        | Svetlana Kuznetsova Alicia Molik            | 7-6(6) 6-4        |
| 32. | 20 de julio de 2007      | Wimbledon            | Hierba        | Liezel Huber        | Katarina Srebotnik Ai Sugiyama              | 3-6 6-3 6-2       |
| 33. | 11 de agosto de 2007     | San Diego            | Dura          | Liezel Huber        | Victoria Azarenka Anna Chakvetadze          | 7-5 6-4           |
| 34. | 20 de octubre de 2007    | Moscú                | Moqueta       | Liezel Huber        | Victoria Azarenka Tatiana Poutchek          | 4-6 6-1 10-7      |
| 35. | 3 de noviembre de 2007   | Linz                 | Dura          | Liezel Huber        | Katarina Srebotnik Ai Sugiyama              | 6-2 3-6 10-8      |
| 36. | 3 de noviembre de 2007   | Tour Championships   | Dura          | Liezel Huber        | Katarina Srebotnik Ai Sugiyama              | 5-7 6-3 10-8      |
| 37. | 17 de febrero de 2008    | Amberes              | Dura          | Liezel Huber        | Kveta Peschke Ai Sugiyama                   | 6-1 6-3           |
| 38. | 1 de marzo de 2008       | Dubái                | Dura          | Liezel Huber        | Zi Yan Jie Zheng                            | 7-5 6-2           |
| 39. | 11 de mayo de 2008       | Berlín               | Tierra batida | Liezel Huber        | Nuria Llagostera María José Martínez        | 3-6 6-2 10-2      |
| 40. | 15 de junio de 2008      | Birmingham           | Hierba        | Liezel Huber        | Séverine Bremond Virginia Ruano             | 6-2 6-1           |
| 41. | 21 de junio de 2008      | Eastbourne           | Hierba        | Liezel Huber        | Kveta Peschke Rennae Stubbs                 | 2-6 6-0 10-8      |
| 42. | 20 de julio de 2008      | Stanford             | Dura          | Liezel Huber        | Yelena Vesnina Vera Zvonareva               | 6-4 6-3           |
| 43. | 3 de agosto de 2008      | Montreal             | Dura          | Liezel Huber        | Maria Kirilenko Flavia Pennetta             | 6-4 6-3           |
| 44. | 7 de septiembre de 2008  | Abierto de EE.UU.    | Dura          | Liezel Huber        | Lisa Raymond Samantha Stosur                | 6-3 7-6(6)        |
| 45. | 19 de octubre de 2008    | Zúrich               | Dura          | Liezel Huber        | Anna-Lena Groenefeld Patty Schnyder         | 6-1 7-6(3)        |
| 46. | 9 de noviembre de 2008   | Tour Cahmpionships   | Dura          | Liezel Huber        | Kveta Peschke Rennae Stubbs                 | 6-1 7-5           |
| 47. | 15 de febrero de 2009    | París                | Dura          | Liezel Huber        | Kveta Peschke Lisa Raymond                  | 6-4 3-6 10-4      |
| 48. | 21 de febrero de 2009    | Dubái                | Dura          | Liezel Huber        | Maria Kirilenko Agnieszka Radwanska         | 6-3 6-3           |
| 49. | 15 de mayo de 2009       | Madrid               | Tierra batida | Liezel Huber        | Kveta Peschke Lisa Raymond                  | 4-6 6-3 10-6      |
| 50. | 14 de junio de 2009      | Birmingham           | Hierba        | Liezel Huber        | Raquel Kops-Jones Abigail Spears            | 6-1 6-4           |
| 51. | 16 de agosto de 2009     | Cincinnati           | Dura          | Liezel Huber        | Nuria Llagostera María José Martínez        | 6-3 0-6 10-2      |
| 52. | 9 de enero de 2010       | Auckland             | Dura          | Liezel Huber        | Natalie Grandin Laura Granville             | 7-6(4) 6-2        |
| 53. | 15 de enero de 2010      | Sídney               | Dura          | Liezel Huber        | Tathiana Garbin Nadia Petrova               | 6-1 3-6 10-3      |
| 54. | 13 de junio de 2010      | Birmingham           | Hierba        | Lisa Raymond        | Liezel Huber Bethanie Mattek-Sands          | 6-3 3-2 y ret.    |
| 55. | 4 de enero de 2013       | Auckland             | Dura          | Anastasia Rodionova | Julia Görges Yaroslava Shvedova             | 2-6 6-2 [10-5]    |
| 56. | 28 de septiembre de 2013 | Tokio                | Dura          | Sania Mirza         | Chan Hao-ching Liezel Huber                 | 4–6 6–0 [11-9]    |
| 57. | 5 de octubre de 2013     | Pekín                | Dura          | Sania Mirza         | Vera Dushevina Arantxa Parra                | 6–2 6–2           |
| 58. | 3 de abril de 2014       | Oeiras               | Tierra batida | Sania Mirza         | Eva Hrdinová Valeria Soloviova              | 6–4 6–3           |
| 59. | 21 de septiembre de 2014 | Tokio (Pacífico)     | Dura          | Sania Mirza         | Garbiñe Muguruza Carla Suárez Navarro       | 6–2 7–5           |
| 60. | 26 de octubre de 2014    | WTA Finals           | Dura (i)      | Sania Mirza         | Su-Wei Hsieh Shuai Peng                     | 6-1, 6-0          |

### Finalista en dobles (48)
- 1999: s´Hertogenbosch (junto a Kristie Boogert pierden ante Silvia Farina y Rita Grande).
- 1999: Quebec City (junto a Debbie Graham pierden ante Amy Frazier y Katie Schlukebir).
- 2000: Birmingham (junto a Irina Selyutina pierden ante Rachel McQuillan y Lisa McShea).
- 2000: Stanford (junto a Amy Frazier pierden ante Chanda Rubin y Sandrine Testud).
- 2000: Abierto de EE.UU. (junto a Yelena Líjovtseva pierden ante Julie Halard y Ai Sugiyama).
- 2001: Berlín (junto a Yelena Líjovtseva pierden ante Els Callens y Meghann Shaughnessy).
- 2001: Eastbourne (junto a Yelena Líjovtseva pierden ante Lisa Raymond y Samantha Stosur).
- 2001: WTA Tour Championships (junto a Yelena Líjovtseva pierden ante Lisa Raymond y Rennae Stubbs).
- 2002: Scottsdale (junto a Yelena Líjovtseva pierden ante Lisa Raymond y Rennae Stubbs).
- 2002: Eastbourne (junto a Yelena Líjovtseva pierden ante Lisa Raymond y Rennae Stubbs).
- 2002: WTA Tour Championships (junto a Yelena Líjovtseva pierden ante Yelena Dementieva y Janette Husárová).
- 2003: Auckland (junto a Yelena Líjovtseva pierden ante Teryn Ashley y Abigail Spears).
- 2003: Dubái (junto a Yelena Líjovtseva pierden ante Svetlana Kuznetsova y Martina Navratilova).
- 2003: Filderstadt (junto a Martina Navratilova pierden ante Lisa Raymond y Rennae Stubbs).
- 2003: Filadelfia (junto a Rennae Stubbs pierden ante Martina Navratilova y Lisa Raymond).
- 2004: Viena (junto a Rennae Stubbs pierden ante Martina Navratilova y Lisa Raymond).
- 2004: WTA Tour Championships (junto a Rennae Stubbs pierden ante Nadia Petrova y Meghann Shaughnessy).
- 2005: Doha (junto a Liezel Huber pierden ante Alicia Molik y Francesca Schiavone).
- 2005: Berlín (junto a Liezel Huber pierden ante Yelena Líjovtseva y Vera Zvonariova).
- 2005: Roland Garros (junto a Liezel Huber pierden ante Virginia Ruano y Paola Suárez).
- 2005: Luxemburgo (junto a Rennae Stubbs pierden ante Lisa Raymond y Samantha Stosur).
- 2005: Moscú (junto a Rennae Stubbs pierden ante Lisa Raymond y Samantha Stosur).
- 2005: WTA Tour Championships (junto a Rennae Stubbs pierden ante Lisa Raymond y Samantha Stosur).
- 2006: Gold Coast (junto a Rennae Stubbs pierden ante Dinara Sáfina y Meghann Shaughnessy).
- 2006: Tokio (junto a Rennae Stubbs pierden ante Lisa Raymond y Samantha Stosur).
- 2006: París (junto a Rennae Stubbs pierden ante Emilie Loit y Kveta Peschke).
- 2006: Montreal (junto a Anna-Lena Groenefeld pierden ante Martina Navratilova y Nadia Petrova).
- 2006: Stuttgart (junto a Rennae Stubbs pierden ante Lisa Raymond y Samantha Stosur).
- 2006: WTA Tour Championships (junto a Rennae Stubbs pierden ante Lisa Raymond y Samantha Stosur).
- 2007: Miami (junto a Liezel Huber pierden ante Lisa Raymond y Samantha Stosur).
- 2007: Toronto (junto a Liezel Huber pierden ante Katarina Srebotnik y Ai Sugiyama).
- 2007: New Haven (junto a Liezel Huber pierden ante Sania Mirza y Mara Santangelo).
- 2008: Doha (junto a Liezel Huber pierden ante Kveta Peschke y Rennae Stubbs).
- 2008: Miami (junto a Liezel Huber pierden ante Katarina Srebotnik y Ai Sugiyama).
- 2008: Moscú (junto a Liezel Huber pierden ante Nadia Petrova y Katarina Srebotnik).
- 2008: Linz (junto a Liezel Huber pierden ante Katarina Srebotnik y Ai Sugiyama).
- 2009: Abierto de EE.UU. (junto a Liezel Huber pierden ante Serena Williams y Venus Williams).
- 2009: WTA Tour Championships (junto a Liezel Huber pierden ante Nuria Llagostera y María José Martínez).
- 2010: Abierto de Australia (junto a Liezel Huber pierden ante Serena Williams y Venus Williams).
- 2010: París (junto a Liezel Huber pierden ante Iveta Benesova y Barbora Zahlavova).
- 2010: Varsovia (junto a Zi Yan pierden ante Virginia Ruano y Meghann Shaughnessy).
- 2013: Madrid (junto a Marina Erakovic pierden ante Anastasiya Pavliuchenkova y Lucie Safarova).
- 2013: Estrasburgo (junto a Marina Erakovic pierden ante Kimiko Date-Krumm y Chanelle Scheepers).
- 2014: Inidan Wells (junto a Sania Mirza pierden ante Su-Wei Hsieh y Shuai Peng).
- 2014: Stuttgart (junto a Sania Mirza pierden ante Sara Errani  y Roberta Vinci).
- 2014: Montreal (junto a Sania Mirza pierden ante Sara Errani y Roberta Vinci).
- 2014: Wuhan (junto a Caroline Garcia pierden ante Martina Hingis y Flavia Pennetta).
- 2014: Pekín (junto a Sania Mirza pierden ante Andrea Hlaváčková y Shuai Peng).

### Clasificación en torneos del Grand Slam en dobles
| Torneo                 | 1998 | 1999 | 2000 | 2001 | 2002 | 2003 | 2004 | 2005 | 2006 | 2007 | 2008 | 2009 | 2010 | 2011 | 2012 | 2013 | 2014 | Títulos |
| ---------------------- | ---- | ---- | ---- | ---- | ---- | ---- | ---- | ---- | ---- | ---- | ---- | ---- | ---- | ---- | ---- | ---- | ---- | ------- |
| Abierto de Australia   | -    | 1r   | 1r   | 2r   | 1r   | 3r   | 1r   | 2r   | CF   | G    | CF   | CF   | F    | CF   | -    | 3r   | CF   | 1       |
| Roland Garros          | -    | 1r   | 2r   | 3r   | 3r   | SF   | 3r   | F    | CF   | SF   | SF   | SF   | 3r   | -    | -    | CF   |      | 0       |
| Wimbledon              | 1r   | 2r   | 1r   | 2r   | SF   | 3r   | G    | G    | SF   | G    | SF   | SF   | 3r   | 3r   | -    | 2r   |      | 3       |
| Abierto de EE. UU.     | 1r   | 1r   | F    | SF   | SF   | SF   | 3r   | CF   | CF   | 2r   | G    | F    | SF   | -    | -    | 3r   |      | 1       |
| WTA Tour Championships | -    | -    | CF   | F    | F    | SF   | F    | F    | F    | G    | G    | F    | SF   | -    | -    | -    |      | 2       |